# Panipak Wongpattanakit
Panipak Wongpattanakit (in lingua thai: พาณิภัค วงศ์พัฒนกิจ), (Surat Thani, 8 agosto 1997) è una taekwondoka thailandese.
In carriera vanta una medaglia di bronzo nella categoria -49 kg ai Giochi olimpici di Rio de Janeiro 2016, una medaglia d'oro ai Giochi olimpici di Tokyo del 2020 e di nuovo la medaglia d'oro ai Giochi olimpici di Parigi del 2024.

## Palmarès
- Giochi olimpici

Rio de Janeiro 2016: bronzo nei 49 kg.
Tokyo 2020: oro nei 49 kg.
Parigi 2024: oro nei 49 kg.
- Mondiali

Čeljabinsk 2015: oro nei 46 kg.
Muju 2017: argento nei 49 kg.
Manchester 2019: oro nei 49 kg.
Guadalajara 2022: bronzo nei 49kg.
Baku 2023: argento nei 49kg.
- Giochi asiatici

Incheon 2014: bronzo nei 46 kg.
Giacarta 2018: oro nei 49 kg.
Hangzhou 2022: oro nei 49kg.
- Giochi del Sud-est asiatico

Naypyidaw 2013: argento nei 49 kg.
Kuala Lumpur 2017: oro nei 49 kg.
- Campionati asiatici

Tashkent 2014: oro nei 46 kg.
Pasay 2016: oro nei 49 kg.
Da Nang 2024: argento nei 49kg.
- Universiadi

Taipei 2017: oro nei 49 kg.
- Giochi olimpici giovanili

Nanchino 2014: oro nei 44 kg.
- Giochi asiatici giovanili

Nanchino 2013: argento nei 47 kg.